# 矢本 (東松島市)
矢本（やもと）は、宮城県東松島市にある大字であり、旧桃生郡矢本町矢本の一部、旧桃生郡鷹来村矢本の一部、旧桃生郡矢本村の一部にあたる。地方厚生局によると2018年（平成30年）8月1日時点の人口は15,873人。航空自衛隊第4航空団第11飛行隊（通称：ブルーインパルス）の本拠地である松島基地が所在することで知られる。

## 地理

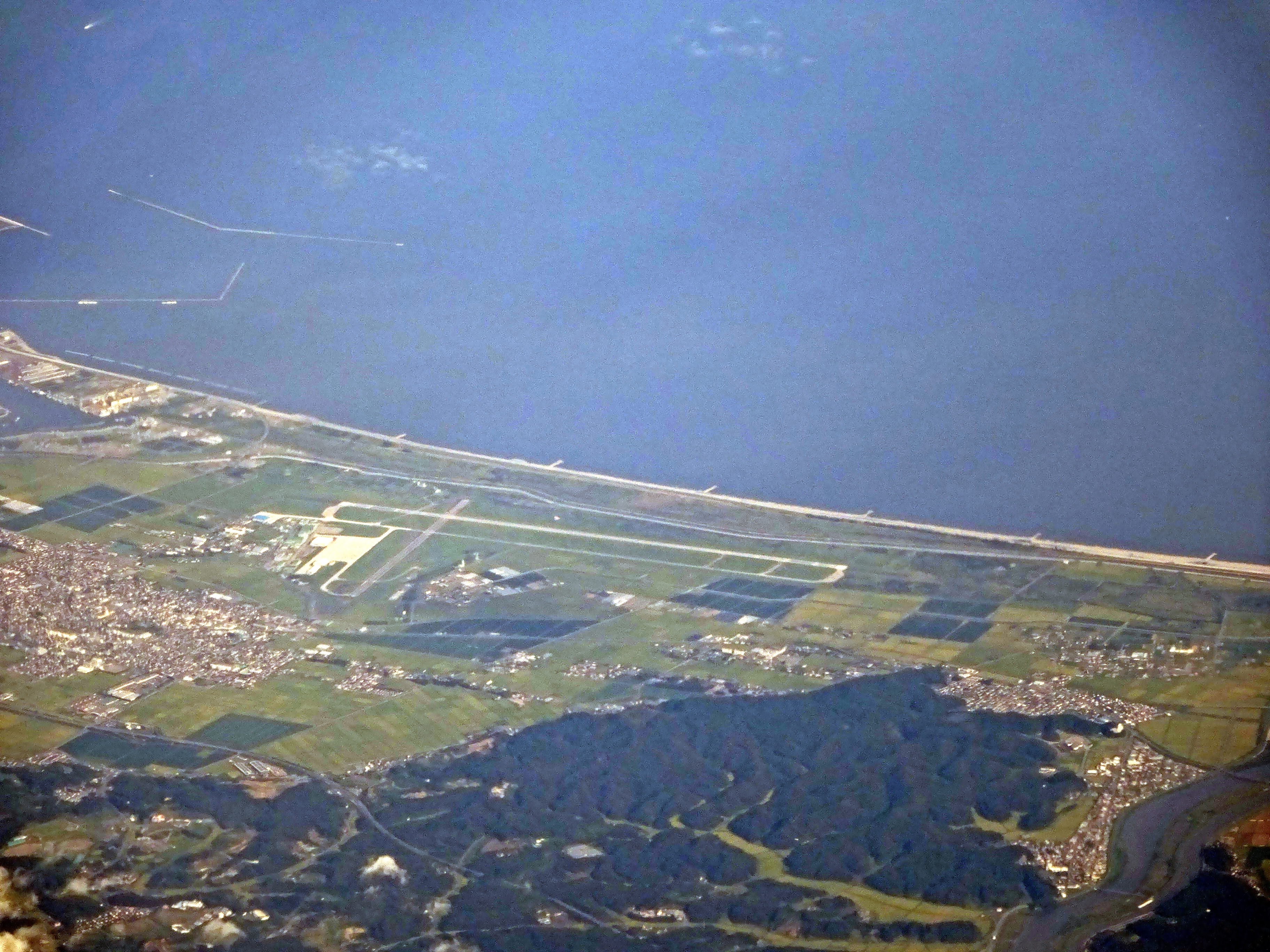
矢本上空。写真左が矢本東地区、写真上が石巻湾。

北は小松、東は大曲、西は牛網と接し、南は石巻湾に面する。旧矢本町および東松島市の政治と経済の中心的地域である。航空自衛隊松島基地が南部を、水田が西部の多くを占めており、主な集落はJR仙石線の矢本駅から東矢本駅の沿線沿い、および、国道45号沿いに形成されている。
東松島市役所は行政区として、矢本の中に矢本東地区と矢本西地区を設けている。矢本東地区は東松島市立矢本東小学校の学区に概ね相当し、矢本西地区は東松島市立矢本西小学校の学区に概ね相当する。

### 河川・海洋
- 石巻湾
- 北上運河

## 小字
2022年3月末現在、矢本は以下のような小字を擁する。
- 赤松
- 穴尻
- 板取
- 一本杉
- 裏町
- 大溜
- 大林
- 笠松
- 上河戸
- 上沢目
- 上舘下
- 上新沼
- 河戸
- 北浦
- 弘法
- 五反田（ごたんだ）[8]
- 寿町
- 栄町
- 作田浦
- 沢目
- 三間堀
- 鹿石前（ししいしまえ）[9]
- 四反走（したんばしり）[10]
- 下浦
- 下立沼前
- 下前
- 新町
- 関の内
- 沼南
- 太子前
- 滝前
- 舘下
- 立沼
- 立沼浦
- 立沼前
- 寺前
- 道地浦
- 鳥子
- 中田
- 中谷地
- 新沼
- 西新町
- 二反走（にたんばしり）[11]
- 野中
- 蜂谷浦
- 蜂谷前
- 蛭坪
- 不動前
- 町浦
- 南浦

### 消滅した小字
以下は2023年4月現在で消滅した、矢本および近世の矢本村の小字である。
- 道地下
- 下新沼
- 新海道
- 七ツ堀
- 上立沼浦
- 沼下
- 大待井
- 三本松
- 鎌沼

## 歴史
隣接する赤井に、牡鹿柵および牡鹿郡家と推定される赤井官衙遺跡や「舎人」や「大舎人」と墨書きされた須恵器が出土した矢本横穴が発見されていることから矢本一帯は、古くは牡鹿郡に属していたとされる。
矢本横穴墓群は旭山丘陵末端東斜面に造営された横穴墓で標高15メートルほどの斜面に南北2キロメートルにわたって3支群、約40基が確認されており、1968年、1969年における調査で、そのうちの7基が調査され、須恵器、土師器、鉄製品、人骨、玉類が出土した。矢本横穴古墳群は道嶋氏が活躍した七世紀から九世紀の頃のものであるとされ、その構造は玄室立面体がアーチ形で玄門前端から玄室にかけて全体的に高い台床となり、関東地方の形態に類似するものもある。二八号横穴は奥壁に中心点を入れた円文が二つ刻されており、宮城県内にある横穴古墳群とは異質な仕様となっていることから、注目されているほか、二九号横穴からは、古代律令制度の官職名である「大舎人」が記された須恵器坏が出土している。
中世は深谷保に属し、長江氏による支配を受けた。
気仙道、金華山道（石巻街道）に沿った典型的な新田村であるとともに、宿場として矢本宿を形成した。矢本宿は現在のJR矢本駅の南方に建設され、封内風土記には市店あり駅なりと記載されており、矢本町とも称されていたとされる。寛文期には、町域が整理され、1662年（寛文2年）の検地によると上町三町二十八間、下町三町四十四間からなる大規模な市街地が形成されていた。これは寛文年間に新田村から集団移住があったためとされる。また、1662年より建設されていた用水が1666年（寛文6年）に完成したことにより、1730年（享保15年）の村高は寛永検地時の10倍になるほど成長した。

### 沿革
- 1662年（寛文2年） - 検地が行われた[13]。
- 1666年（寛文6年） - 用水が完成[15]。
- 1689年（元禄2年） - 松尾芭蕉がこの地[注 3]を訪れ、喉が渇いていたため、家ごとに湯を望んだとされる[14][4]。
- 1873年 - 第7大学区第2中学区第53番矢本小学校（現在の東松島市立矢本東小学校）が設置される[16]。
- 1882年（明治15年） - 南部に北上運河が開鑿された[4]。
- 1889年（明治22年） - 桃生郡矢本村が同郡大曲村および小松村と合併し、鷹来村が成立。矢本村は鷹来村の大字矢本になった[17][18]。
- 1928年（昭和3年）11月 - 宮城電気鉄道（現在のJR仙石線）が開通し、矢本駅が設置された[4]。
- 1929年（昭和4年）6月1日 - 宮城電気鉄道鹿妻駅が設置された。
- 1940年（昭和15年）4月1日 - 鷹来村が町制を施行し、矢本町が成立。鷹来村矢本は矢本町矢本になった[17][18]。
- 1978年 - 矢本町立矢本小学校が矢本町立東矢本小学校に校名変更[16]。
- 1987年（昭和62年）3月31日 - JR仙石線東矢本駅が設置された[19]。
- 2005年（平成17年）4月1日 - 矢本町と桃生郡鳴瀬町が合併し、東松島市が成立。矢本町矢本は東松島市矢本になった[18]。
- 2011年（平成23年）3月11日 - 牡鹿半島沖において発生した東北地方太平洋沖地震により、被害を被った[20]。
- 2016年（平成28年）4月16日 - 区画整理事業により、矢本字下浦、大溜、作田浦の一部および、大字大曲の一部があおいとして、新設された[21][22]。

### 矢本の由来
矢本という名称の由来は、安永風土記によると平泉で戦死した源義経が蓄養していた八羽の鷹が、矢本字上館下の丘陵地に飛来し、住み着いたことにより、八居と名付けられ、それが時代とともに谷本、矢本と変化したことによるとされる。

## 交通

### 鉄道

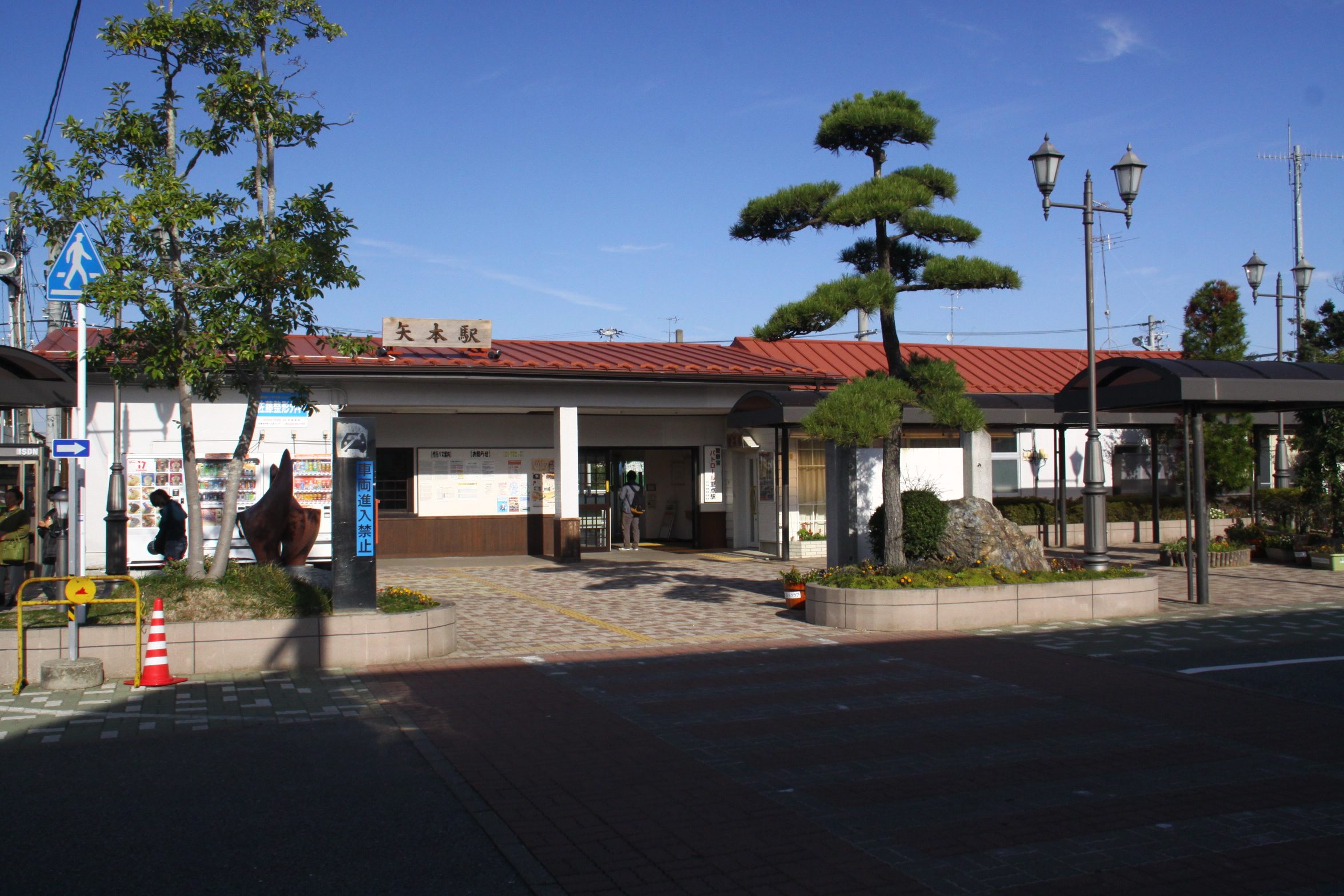
矢本駅駅舎。

- JR仙石線
  - 鹿妻駅 - 矢本駅 - 東矢本駅[25][26][27]
- JR仙石東北ライン
  - 矢本駅[26]

### 道路
- 国道45号[4]
- 宮城県道43号矢本河南線
- 宮城県道205号矢本停車場線
- 宮城県道243号大塩小野停車場線
- 宮城県道247号石巻工業港矢本線
- ブルーインパルス通り（市道矢本駅前線、市道新沼54号線）[28]
- 宮城県都市計画道路矢本門脇線[29][30]
- 金華山道

### インターチェンジ
域内にインターチェンジはないが、矢本に隣接する小松に所在する三陸沿岸道路矢本インターチェンジが最寄りインターチェンジである。

## 施設
- 航空自衛隊松島基地（板取85）[31]
- 東松島市図書館（大溜1-1）[32]
- 矢本東保育場（大溜13-1）[33]
- 東松島市役所大溜分庁舎（大溜16-1）[33]
- 東松島市立矢本中央幼稚園（大溜81）[33][34]
- 東松島市立矢本東小学校（大溜126-1）[33][35]
- 大溜地区センター（大溜141-1）[33]
- 宮城県東松島高等学校（上河戸16）[36]
- JAいしのまき矢本支店（上河戸25-1）[37]
- 東松島市役所（上河戸36-1）[38]
- 河戸地区センター（上河戸292-6）[33]

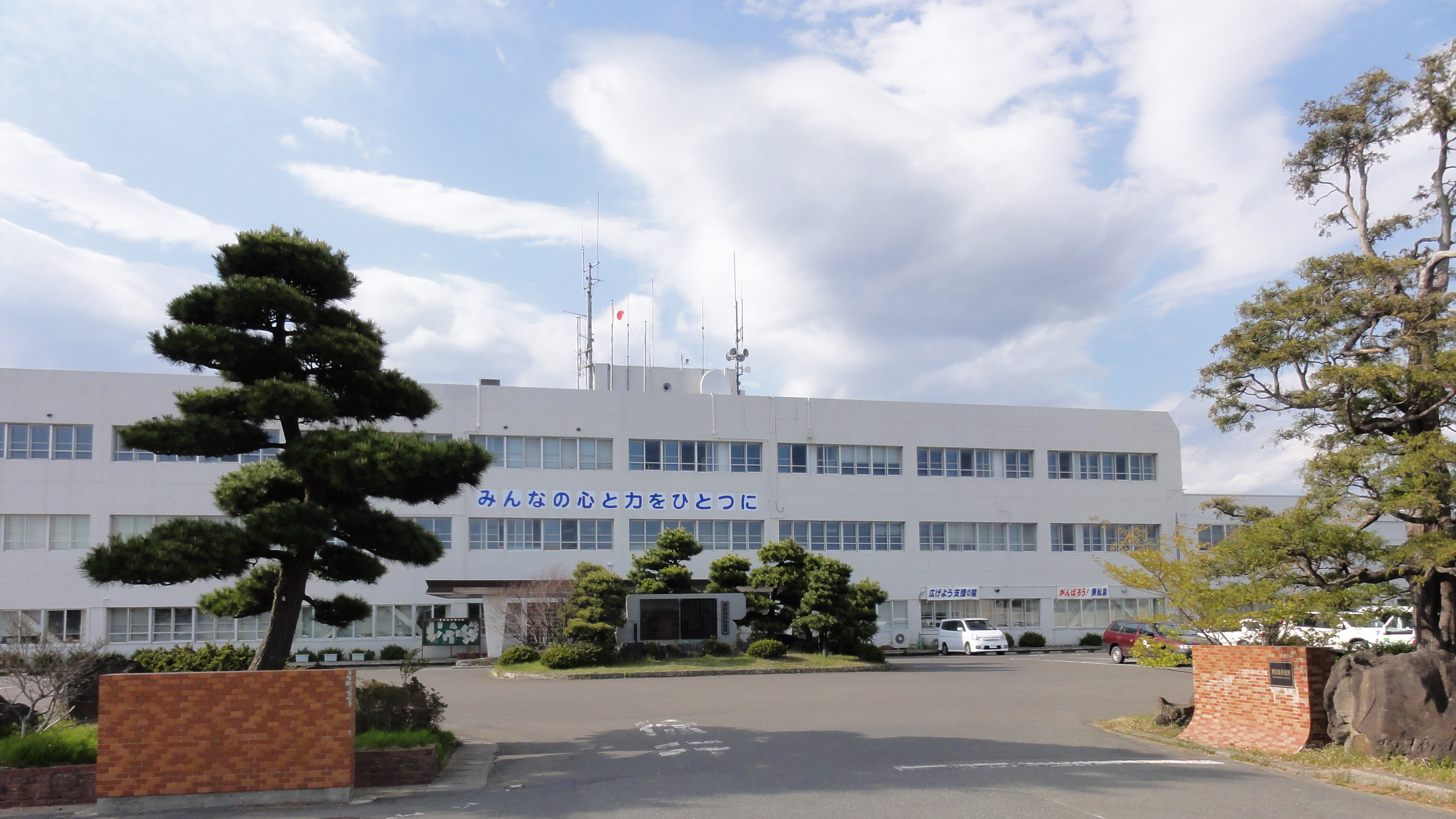
域内に所在する東松島市役所。

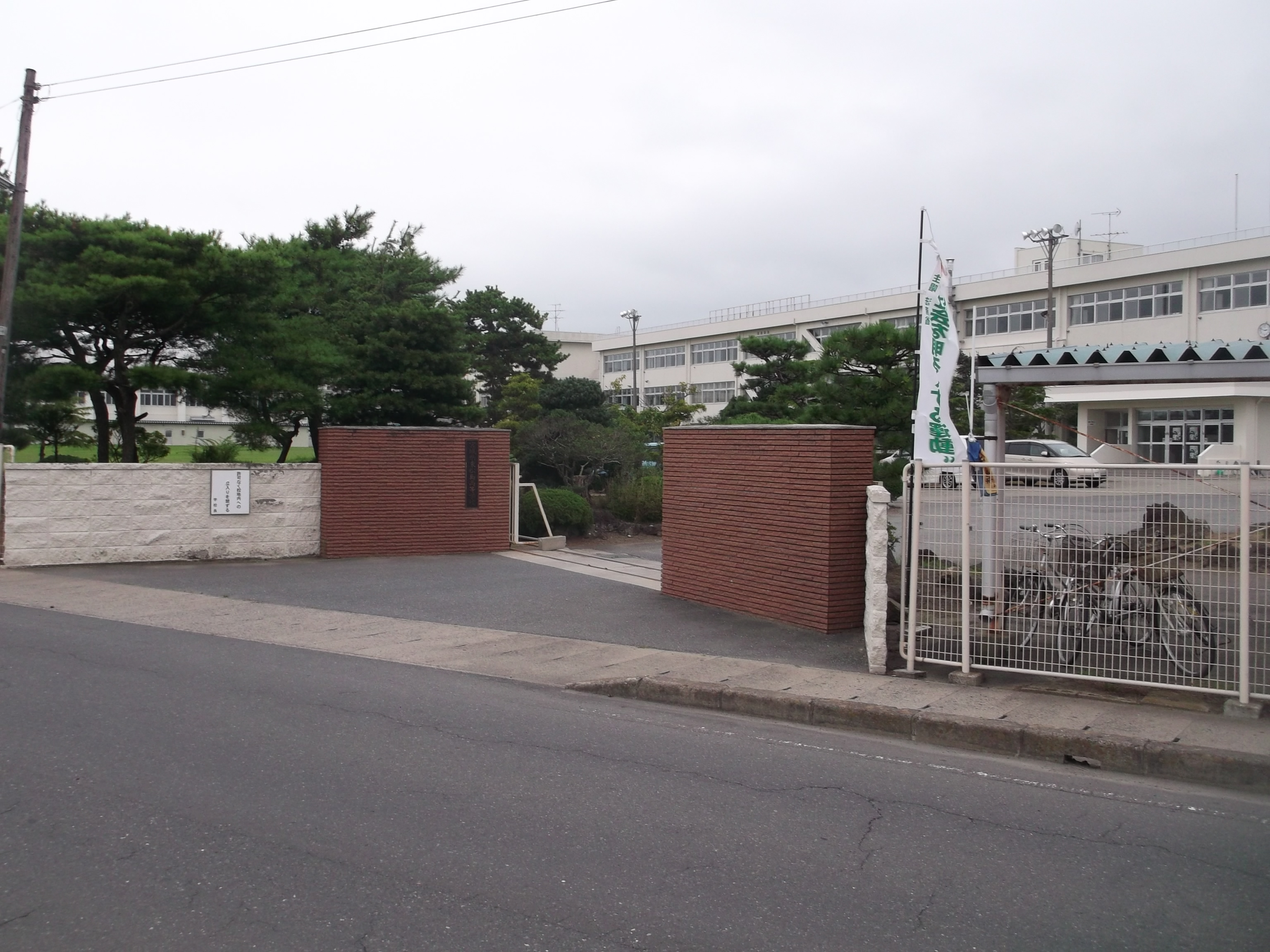
宮城県東松島高等学校。

- 鹿石神社（上沢目134）[4]
- 七十七銀行矢本支店（上新沼14-1）[39]
- 石巻信用金庫矢本支店（上新沼21-2）[40]
- 矢本館跡（上舘下）[4]
- 八幡神社（上舘下99）[4]
- 東松島市商工会（河戸7）[4][41]
- 上町西地区センター（河戸8）[33]
- 東松島市健康増進センターゆぷと（河戸342-2）[33]
- 東松島市ひと・まち交流館（北浦25）[33]
- 道地地区センター（三間掘14）[33]
- 鹿妻地区センター（鹿石前116-1）[33]
- 東松島市立矢本西小学校（四反走63）[33][35]
- 四反走地区センター（四反走169-1）[33]
- 関の内地区センター（関の内55-5）[33]
- のびる幼稚園（西新町10-19）[34]
- 上町東地区センター（寿町25）[33]
- 曹洞宗如意輪山願成寺（舘下5）[4]
- 立沼地区センター（立沼26-2）[33]
- 二反走集会所（二反走123-30）[33]
- 矢本西団地（二反走330〜339）[42]
- 下町地区センター（町浦154）[33]
- 矢本郵便局（町浦237-1）[43]
- 南浦地区センター（南浦111-1）[33]
- 浜須賀地区センター（蜂谷前24）[33]

## 祭り・イベント

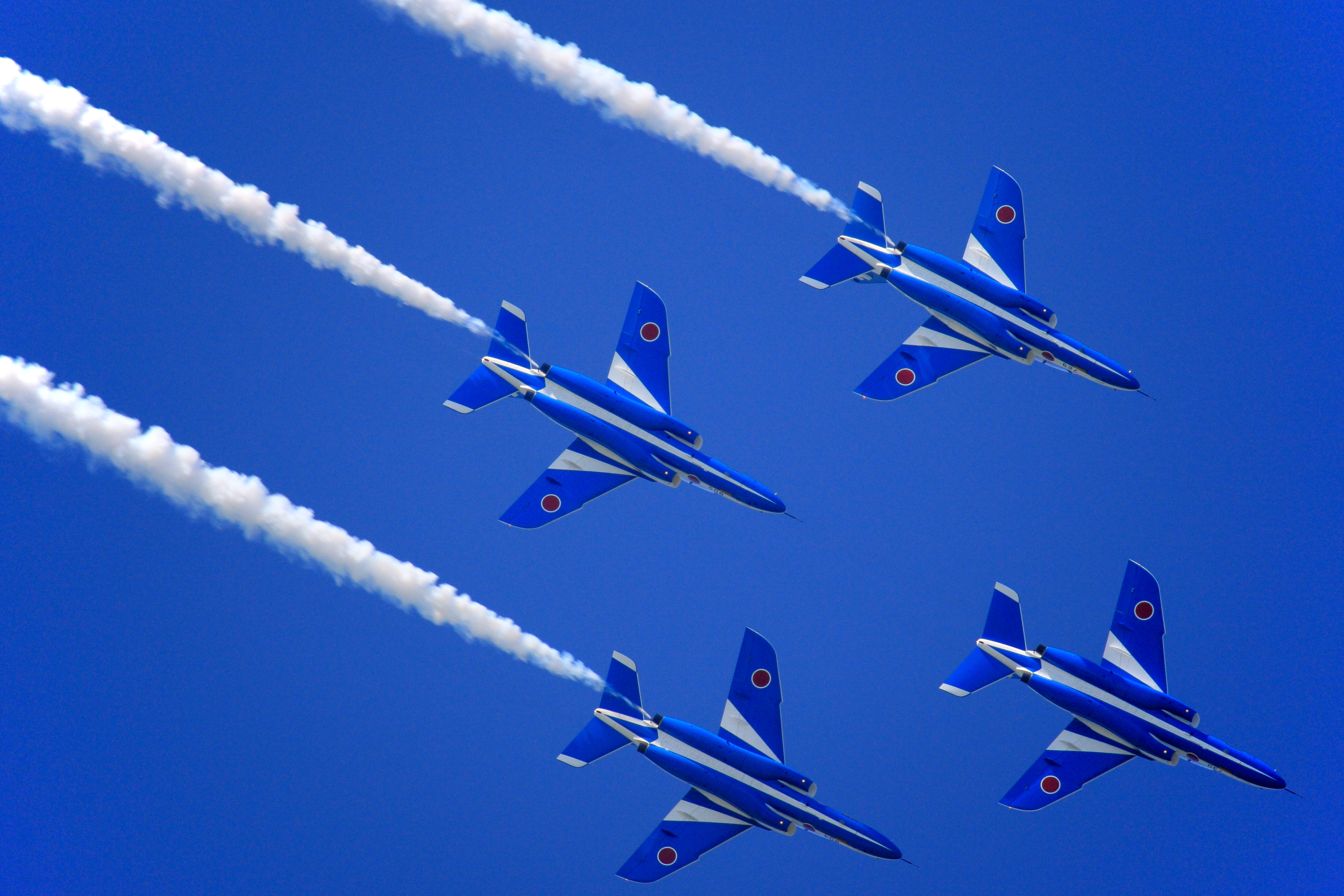
航空祭におけるブルーインパルスのT-4練習機による展示飛行の様子。

- 松島基地航空祭 - 毎年8月最終日曜日に開催されるイベントであり、ブルーインパルスをはじめとした航空自衛隊の展示飛行などが行われる[44]。
- 東松島夏まつり - 松島基地航空祭の前日に行われ、ブルーインパルスによる展示飛行の他、民俗芸能や花火が催される[45]。

## 作品
- 『二つのハーモニカ』（神山征二郎監督、1976年、近代映画協会） - 東京から矢本への疎開少年、地元のガキ大将、矢本空の出征が迫る海軍特攻隊員の飛行兵との、ハーモニカによる「椰子の実」を通した物語。日本映画監督協会新人賞受賞作品[要出典]。

## 人口
国勢調査による行政区別の各年の人口は以下の通りである。
| 行政区 | 行政区  | 1995年  | 2000年  | 2005年  | 2010年  |
| ------ | ------- | ------- | ------- | ------- | ------- |
| 矢本東 | 0-14歳  | 1,565人 | 1,448人 | 1,354人 | 1,311人 |
| 矢本東 | 15-64歳 | 5,213人 | 5,074人 | 5,014人 | 4,966人 |
| 矢本東 | 65歳-   | 644人   | 848人   | 1,074人 | 1,329人 |
| 矢本東 | 合計    | 7,422人 | 7,370人 | 7,442人 | 7,606人 |
| 矢本西 | 0-14歳  | 1,279人 | 1,052人 | 1,055人 | 1,032人 |
| 矢本西 | 15-64歳 | 4,753人 | 4,544人 | 4,564人 | 4,283人 |
| 矢本西 | 65歳-   | 1,198人 | 1,431人 | 1,668人 | 1,789人 |
| 矢本西 | 合計    | 7,230人 | 7,026人 | 7,286人 | 7,104人 |

また、国勢調査による行政区別の年齢三区分別の人口割合は以下の通りである。
| 行政区 | 行政区  | 1995年 | 2000年 | 2005年 | 2010年 |
| ------ | ------- | ------ | ------ | ------ | ------ |
| 矢本東 | 0-14歳  | 21.1%  | 19.6%  | 18.2%  | 17.2%  |
| 矢本東 | 15-64歳 | 70.2%  | 68.9%  | 67.4%  | 65.3%  |
| 矢本東 | 65歳-   | 8.7%   | 11.5%  | 14.4%  | 17.5%  |
| 矢本西 | 0-14歳  | 17.7%  | 15.0%  | 14.5%  | 14.5%  |
| 矢本西 | 15-64歳 | 65.7%  | 64.7%  | 62.6%  | 60.3%  |
| 矢本西 | 65歳-   | 16.6%  | 20.4%  | 22.9%  | 25.2%  |

## 学区
小学校の場合は東松島市立矢本東小学校および東松島市立矢本西小学校、中学校の場合は東松島市立矢本第一中学校へ進学する。
| 小字     | 番地         | 小学校                 | 中学校                   |
| -------- | ------------ | ---------------------- | ------------------------ |
| 赤松     | 全域         | 東松島市立矢本西小学校 | 東松島市立矢本第一中学校 |
| 穴尻     | 全域         | 東松島市立矢本西小学校 | 東松島市立矢本第一中学校 |
| 一本杉   | 全域         | 東松島市立矢本西小学校 | 東松島市立矢本第一中学校 |
| 裏町     | 53〜99-4     | 東松島市立矢本西小学校 | 東松島市立矢本第一中学校 |
| 笠松     | 全域         | 東松島市立矢本西小学校 | 東松島市立矢本第一中学校 |
| 上河戸   | 74-3〜293-12 | 東松島市立矢本西小学校 | 東松島市立矢本第一中学校 |
| 上沢目   | 全域         | 東松島市立矢本西小学校 | 東松島市立矢本第一中学校 |
| 上舘下   | 全域         | 東松島市立矢本西小学校 | 東松島市立矢本第一中学校 |
| 上新沼   | 16〜31       | 東松島市立矢本西小学校 | 東松島市立矢本第一中学校 |
| 河戸     | 2〜17-12     | 東松島市立矢本西小学校 | 東松島市立矢本第一中学校 |
| 河戸     | 248-1〜459-7 | 東松島市立矢本西小学校 | 東松島市立矢本第一中学校 |
| 弘法     | 全域         | 東松島市立矢本西小学校 | 東松島市立矢本第一中学校 |
| 栄町     | 全域         | 東松島市立矢本西小学校 | 東松島市立矢本第一中学校 |
| 沢目     | 全域         | 東松島市立矢本西小学校 | 東松島市立矢本第一中学校 |
| 三間堀   | 全域         | 東松島市立矢本西小学校 | 東松島市立矢本第一中学校 |
| 鹿石前   | 全域         | 東松島市立矢本西小学校 | 東松島市立矢本第一中学校 |
| 四反走   | 全域         | 東松島市立矢本西小学校 | 東松島市立矢本第一中学校 |
| 沼南     | 全域         | 東松島市立矢本西小学校 | 東松島市立矢本第一中学校 |
| 新町     | 全域         | 東松島市立矢本西小学校 | 東松島市立矢本第一中学校 |
| 太子下   | 全域         | 東松島市立矢本西小学校 | 東松島市立矢本第一中学校 |
| 滝前     | 全域         | 東松島市立矢本西小学校 | 東松島市立矢本第一中学校 |
| 舘下     | 全域         | 東松島市立矢本西小学校 | 東松島市立矢本第一中学校 |
| 立沼     | 全域         | 東松島市立矢本西小学校 | 東松島市立矢本第一中学校 |
| 立沼浦   | 全域         | 東松島市立矢本西小学校 | 東松島市立矢本第一中学校 |
| 寺前     | 全域         | 東松島市立矢本西小学校 | 東松島市立矢本第一中学校 |
| 道地下   | 全域         | 東松島市立矢本西小学校 | 東松島市立矢本第一中学校 |
| 鳥子     | 全域         | 東松島市立矢本西小学校 | 東松島市立矢本第一中学校 |
| 中田     | 全域         | 東松島市立矢本西小学校 | 東松島市立矢本第一中学校 |
| 中谷地   | 全域         | 東松島市立矢本西小学校 | 東松島市立矢本第一中学校 |
| 新沼     | 2-2〜93-4    | 東松島市立矢本西小学校 | 東松島市立矢本第一中学校 |
| 西新町   | 全域         | 東松島市立矢本西小学校 | 東松島市立矢本第一中学校 |
| 二反走   | 全域         | 東松島市立矢本西小学校 | 東松島市立矢本第一中学校 |
| 野中     | 全域         | 東松島市立矢本西小学校 | 東松島市立矢本第一中学校 |
| 蛭坪     | 全域         | 東松島市立矢本西小学校 | 東松島市立矢本第一中学校 |
| 不動前   | 全域         | 東松島市立矢本西小学校 | 東松島市立矢本第一中学校 |
| 板取     | 全域         | 東松島市立矢本東小学校 | 東松島市立矢本第一中学校 |
| 裏町     | 3-2〜52      | 東松島市立矢本東小学校 | 東松島市立矢本第一中学校 |
| 大溜     | 全域         | 東松島市立矢本東小学校 | 東松島市立矢本第一中学校 |
| 大林     | 全域         | 東松島市立矢本東小学校 | 東松島市立矢本第一中学校 |
| 上河戸   | 3-1〜73-3    | 東松島市立矢本東小学校 | 東松島市立矢本第一中学校 |
| 上新沼   | 1〜12-3      | 東松島市立矢本東小学校 | 東松島市立矢本第一中学校 |
| 上新沼   | 223-1        | 東松島市立矢本東小学校 | 東松島市立矢本第一中学校 |
| 河戸     | 18-2〜40-2   | 東松島市立矢本東小学校 | 東松島市立矢本第一中学校 |
| 北浦     | 全域         | 東松島市立矢本東小学校 | 東松島市立矢本第一中学校 |
| 寿町     | 全域         | 東松島市立矢本東小学校 | 東松島市立矢本第一中学校 |
| 作田浦   | 全域         | 東松島市立矢本東小学校 | 東松島市立矢本第一中学校 |
| 下浦     | 全域         | 東松島市立矢本東小学校 | 東松島市立矢本第一中学校 |
| 下立沼前 | 全域         | 東松島市立矢本東小学校 | 東松島市立矢本第一中学校 |
| 下前     | 全域         | 東松島市立矢本東小学校 | 東松島市立矢本第一中学校 |
| 関の内   | 全域         | 東松島市立矢本東小学校 | 東松島市立矢本第一中学校 |
| 新沼     | 135〜202-1   | 東松島市立矢本東小学校 | 東松島市立矢本第一中学校 |
| 蜂谷浦   | 全域         | 東松島市立矢本東小学校 | 東松島市立矢本第一中学校 |
| 蜂谷前   | 全域         | 東松島市立矢本東小学校 | 東松島市立矢本第一中学校 |
| 町浦     | 全域         | 東松島市立矢本東小学校 | 東松島市立矢本第一中学校 |
| 南浦     | 全域         | 東松島市立矢本東小学校 | 東松島市立矢本第一中学校 |

## 東日本大震災

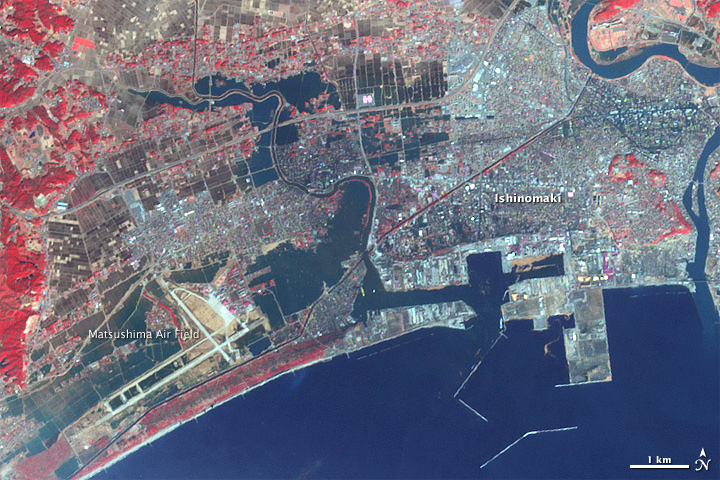
東日本大震災における矢本の浸水状況。

以下は2012年12月時点での域内の人的被害の統計である。
| 世代と性別 | 犠牲者 | 死亡率 | 当時の人口 |
| ---------- | ------ | ------ | ---------- |
| 男性       | 47人   | 0.75%  | 6,267人    |
| 女性       | 36人   | 0.56%  | 6,469人    |
| 15歳未満   | 5人    | 0.24%  | 2,058人    |
| 15 - 64歳  | 34人   | 0.42%  | 8,084人    |
| 65歳以上   | 44人   | 1.72%  | 2,557人    |
| 合計       | 83人   | 0.65%  | 12,736人   |

## 文化財
矢本内の文化財は以下の通りである。
| 名称         | 指定   | 区分         | 指定年月日    | 備考                                                 |
| ------------ | ------ | ------------ | ------------- | ---------------------------------------------------- |
| 矢本横穴墓郡 | 市指定 | 史跡         | 1973年1月30日 | 土器や鉄製品、石製品、和同開珎、貝、人骨などが出土。 |
| 谷本館跡     | 市指定 | 史跡         | 1973年1月30日 |                                                      |
| 建治二年板碑 | 市指定 | 古文書・古碑 | 1973年1月30日 |                                                      |
| 滝不動尊の欅 | 市指定 | 天然記念物   | 1973年1月30日 | 樹齢千年の欅。                                       |